# Current Contents Connect
Current Contents Connect (CC), baza podataka svih znanstvenih područja. Visokih je kriterija odabira časopisa i učestalih ažuriranja stanja. Sadrži sažetak autora, adrese autora, nazivi i adrese izdavača, mogućnost pregleda sadržaja pojedinog broja časopisa te dodatne ključne riječi koje unapređuju pretraživanje.  Proizvođač ove podatkovne baze bio je američki Institute for Scientific Information koji je 1992. kupio Thomson Scientific & Healthcare i postao Thomson ISI, dio Thomson Reutersova odjela  Intellectual Property & Science  do 2016., kad je taj dio prodan i postao Clarivate Analytics sa sjedištem u SAD. Pokriva izdanja od travnja 1993. do danas. Baza podataka obuhvaća sadržaje brojeva vodećih svjetskih časopisa i bibliografske zapise radova iz više od 9 500 vodećih svjetskih časopisa iz svih područja znanosti te više tisuća knjiga i zbornika skupova. Više je kriterija kojim se probire časopise i uvrštava u ovu bazu. U njih spadaju pored inih učestalost citiranja, citati autora i urednika, urednički integritet i recenziju te uključivanje što više međunarodnih časopisa radi uravnoteženja zastupljenosti autora različitih nacionalnosti. Hrvatskim je znanstvenicima dostupna preko sučelja Web of Science. Sadržaj CC-a grupiran je u sedam skupina znanstvenih područja:
1. Skupina Agriculture, Biology and Environmental Sciences (ABES): Preko 1040 časopisa iz disciplina kao što su agronomija, biotehnologija, botanika, ekologija, entomologija, hidrologija, nutricionizam i veterinarska medicina.[4]
2. Skupina Arts and Humanities (AH): Oko 1120 časopisa iz humanističkih znanosti, uključujući područja kao što su arhitektura, izvedbena umjetnost, filozofija, jezikoslovlje, književnost, povijest, religija i teologija te vizualna umjetnost.[4]
3. Skupina Clinical Medicine (CM): Preko 1120 časopisa iz kliničke medicine, obuhvaćajući područja kao što su anatomija, anesteziologija, kirurgija, klinička psihijatrija i fiziologija, nuklearna medicina, onkologija i pedijatrija.[4]
4. Skupina Engineering, Computing and Technology (ECT): Više od 1100 časopisa iz inženjerstva, tehnologija i primijenjenih znanosti, uključujući aeronautiku, automatizaciju, elektrotehniku, energetiku, optiku, računalne znanosti i tehnologiju te telekomunikacije.[4]
5. Skupina Life Sciences (LS): Više od 1370 časopisa iz bioznanosti, uključujući područja kao što su biokemija, biofizika, farmakologija, fiziologija i toksikologija.[4]
6. Skupina Physical, Chemical and Earth Sciences (PCES): Više od 1050 časopisa iz prirodnih znanosti uključujući područja kao što su astronomija, fizika, kemija, matematika, meteorologija, paleontologija, statistika i vjerojatnost.[4]
7. Skupina Social and Behavioral Sciences (SBS): Više od 1620 časopisa iz društvenih znanosti, među njima područja kao što su antropologija, ekonomija, informacijske znanosti, knjižničarstvo, komunikacije, lingvistika, međunarodni odnosi, obrazovanje, planiranje i razvoj, političke znanosti, poslovanje, povijest, pravo, socijalna medicina, sociologija, upravljanje te zemljopis.[4]

## Vanjske poveznice
- Službene stranice
- Popis naslova  Arhivirana inačica izvorne stranice od 26. rujna 2017. (Wayback Machine)
- Web of Knowledge (eng.)